# Sumeria dipotamica
Sumeria dipotamica är en fjärilsart som beskrevs av Willie Horace Thomas Tams 1938. Sumeria dipotamica ingår i släktet Sumeria och familjen tandspinnare. Inga underarter finns listade i Catalogue of Life.